# Oskar Romero
Oskar Arnulf Romero (właśc. Óscar Arnulfo Romero y Galdámez; ur. 15 sierpnia 1917 w Ciudad Barrios, zm. 24 marca 1980 w San Salvadorze) – salwadorski biskup rzymskokatolicki, arcybiskup San Salvadoru, obrońca praw człowieka, święty i męczennik Kościoła katolickiego.

## Życiorys

### Młodość i wykształcenie

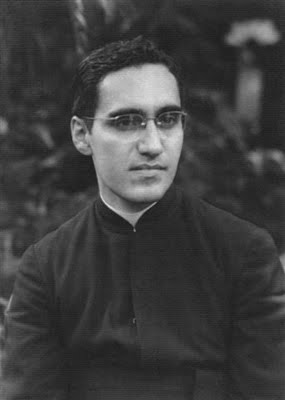
Oskar Romero (1941)

Urodził się w Ciudad Barrios w górach Salwadoru, w pobliżu granicy z Hondurasem. Po opuszczeniu szkoły podstawowej w wieku 12 lat terminował u stolarza, do czego zmusiła go ciężka sytuacja finansowa rodziny. Zdecydował jednak, że chce być księdzem, wstąpił do małego seminarium prowadzonego przez klaretynów w San Miguel. Następnie kontynuował studia teologiczne u jezuitów w San Salvadorze. Później wyjechał do Rzymu, by kształcić się w Uniwersytecie Gregoriańskim, zamieszkał w Kolegium Pío latinoamericano. W 1942 roku otrzymał święcenia kapłańskie. Planował pozostać w Rzymie i doktoryzować się w zakresie teologii ascetycznej. Postanowił jednak w 1944 roku wrócić do Salwadoru, gdzie brakowało wtedy księży.
W kraju piastował różne stanowiska, pnąc się konsekwentnie w górę. Przez lata był księdzem w wiejskiej parafii, następnie pracował w seminariach duchownych. W 1966 roku został sekretarzem Konferencji Biskupów Salwadoru. Uważany był za dobrego administratora, przeciwnikiem angażowania się Kościoła w politykę, znany był jako dobry kaznodzieja, jego homilie i kazania wygłaszane w czasie mszy nadawało pięć stacji radiowych.

### Biskup
W 1970 roku otrzymał sakrę biskupią. Postrzegano go jako kandydata bezpiecznego, wystarczająco konserwatywnego, by nie sprawiać kłopotów. Romero pracował jako asystent starszego arcybiskupa San Salvadoru. Początkowo był biskupem pomocniczym arcybiskupa Salwadoru. W 1974 roku został biskupem Santiago de Maria.
W tym czasie Salwadorem rządziła junta wojskowa, na której wspieranie Stany Zjednoczone rządzone przez Jimmy’ego Cartera przeznaczały 1,5 miliona dolarów dziennie. Ludność była terroryzowana przez wojsko, policję i prawicowe bojówki. W kraju szalały szwadrony śmierci. 40% ziem uprawnych należało do kilku bogatych rodzin. Większość obywateli żyła w skrajnej nędzy. Istniał oddolny ruch protestu, lecz wyrażanie własnej opinii równało się w tym czasie wyrokowi śmierci. Coraz większa część społeczeństwa zdawała sobie sprawę z panującej w kraju niesprawiedliwości. Chrześcijanie tworzyli grupy podstawowe, w których uczestnicy dyskutowali o roli chrześcijaństwa i jego wpływie na społeczeństwo; każda taka grupa miała własnego księdza wybranego przez uczestników grupy. Ziemianie zorganizowali akcje przeciwko grupom, bojąc się, że wybieranie przez grupy swoich rzeczników doprowadzi do osłabienia ich pozycji; prasa określała uczestników grup jako marksistów. W kraju grasować zaczęły prawicowe gangi i szwadrony ziemskie odpowiedzialne za morderstwa i represje obywateli kraju, a w wyniku wojny domowej w ciągu miesiąca ginęło 3000 osób.

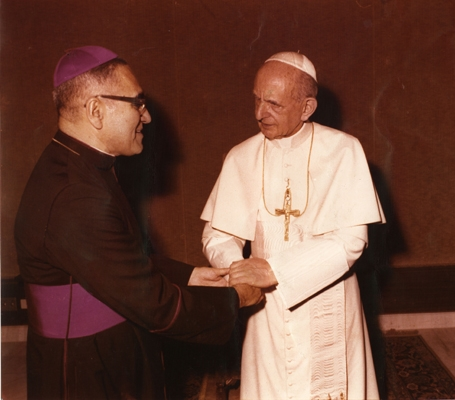
abp Oscar Romero i papież Paweł VI

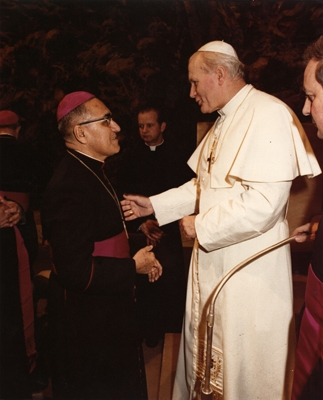
abp Oscar Romero i papież Jan Paweł II (1979)

Jednym z najbardziej znanych krytyków warunków społeczno-ekonomicznych i najbardziej aktywnych obrońców praw człowieka był wówczas ojciec Rutilio Grande. To Grande powiedział, że psy właścicieli ziemskich jedzą lepiej niż dzieci pracujących na ich polach chłopów. Grande bronił rolników pracujących na plantacjach trzciny cukrowej.
Romero, który w 1977 roku został arcybiskupem Salwadoru, bronił ojca Grande przed krytykami ze strony rządzących. W marcu 1977 roku Grande i dwie towarzyszące mu osoby, młody chłopiec i starszy mężczyzna, zostali zamordowani. Sposób, w jaki go zamordowano, oraz fakt, iż nie prowadzono uczciwego śledztwa w tej sprawie, przekonał postrzeganego jako konserwatystę Romero, iż za śmierć zakonnika odpowiada rządząca junta. Morderca wziął ze sobą Romero i pokazał mu zwłoki zamordowanego ojca Grande, miało to być dla niego ostrzeżenie przed dalszą działalnością. Mord doprowadził do przejścia Romero z kierunku umiarkowanego w stronę rewolucjonisty. W proteście Romero zabronił odprawiania w całym kraju mszy w najbliższą niedzielę. Jedynym miejscem, w którym odprawiono mszę, była katedra w stolicy. Mszę celebrował Romero. Tak wyraźny akt nieposłuszeństwa rozwścieczył rząd i zjednoczył zwykłych ludzi, których opinia o arcybiskupie zaczęła się zmieniać.
Romero zaczął zbierać dokumentację zbrodni reżimu, co jeszcze bardziej rozwścieczyło prawicową juntę kraju. W 1979 roku arcybiskup pojechał do Rzymu. Uzyskał audiencję u papieża Jana Pawła II i przedstawił mu dokumenty dotyczące łamania praw człowieka w Salwadorze. Uważano, że jego postawa spotkała się jednak z krytyką ze strony papieża. Niemniej historyk Roberto Morozzo della Rocca, który zrekonstruował tamte wydarzenia i m.in. spotkanie z papieżem, w książce „Primero Dios. Vita di Oscar Romero” uważa, że podczas drugiego spotkania Romero z papieżem (w 1980 roku) Jan Paweł II obdarzył go zaufaniem i nawiązał z nim osobistą więź.
Romero był zdania, że trudno jest popierać rząd Salwadoru, który usankcjonował terror i zabójstwa przeciwników politycznych. Po tej wizycie od Romero odwróciło się wielu biskupów, w maju wysłali oni do Watykanu list ze skargą na Romero, oskarżając go o to, że próbuje uzyskiwać swoją osobistą popularność, o podżeganie do rewolucji i sprzyjanie walce klas w Salwadorze.

### Walka o prawa człowieka
Romero zyskiwał na popularności, stał się symbolem walki o prawa człowieka w wielu krajach Ameryki Południowej. Jednocześnie odwrócili się od niego niemal wszyscy (poza jednym) biskupi. Coraz bardziej jasne stawało się, że nad Romero zawisło niebezpieczeństwo. Gdy zaczął otrzymywać listy z pogróżkami, a pod ołtarzem w jego kościele znaleziono bombę, poprosił swoich przyjaciół, by nie zbliżali się do niego i nie narażali się na niebezpieczeństwo.
Rządzony przez Romero Kościół coraz bardziej angażował się w obronę praw człowieka. Duchowni dokumentowali zbrodnie reżimu. Romero starał się bronić obywateli przed ich własnym rządem. Wygłaszał bardzo odważne kazania. Apelował do polityków i społeczności międzynarodowej. W liście do prezydenta Cartera pisał: Mówi Pan, że jest chrześcijaninem. Jeśli naprawdę nim Pan jest, proszę zaprzestać udzielania pomocy wojskowej tutejszej armii, ponieważ jest ona używana, by zabijać moich ludzi. Carter jednak obawiał się, że Salwador może stać się nową Nikaraguą. Apel Romero pozostał niewysłuchany.
Dwa tygodnie przed zabójstwem Romero, w bazylice miała miejsce msza za zamordowanego lidera Chrześcijańskiej Demokracji, z udziałem Oscara Romero. W czasie mszy znaleziono dynamit. Na mszy znalazło się wielu chadeków; gdyby zamach się udał, Romero mógłby zostać wtedy uznany za przypadkową ofiarę zamachu na przedstawicieli partii.
W tym samym roku Romero został nominowany do Pokojowej Nagrody Nobla. Rok później 23 marca podczas mszy Romero zwrócił się do członków sił zbrojnych: Bracia, pochodzicie z naszego ludu. Zabijacie własnych braci. Każdy ludzki rozkaz dotyczący zabicia musi podlegać prawu bożemu, które mówi „Nie zabijaj”. Żaden żołnierz nie jest zobowiązany wypełniać jakiegokolwiek rozkazu sprzecznego z prawem boskim. [...] Najwyższy czas, byście słuchali własnego sumienia, a nie grzesznych rozkazów. Kościół nie może milczeć wobec takiej niesprawiedliwości. [...] W imieniu Boga, w imieniu cierpiących ludzi, których płacz codziennie coraz wyżej wznosi się ku niebu, proszę was, błagam, rozkazuję wam: zaprzestańcie represji. Zostało to wezwanie potraktowane jako zawołanie do buntu przeciwko reżimowi.

## Zamach
24 marca arcybiskup Romero został zastrzelony podczas celebrowania mszy w szpitalnej kaplicy. Tego dnia w kazaniu mówił, że człowiek nie może kochać siebie samego tak bardzo, by nie angażować się w rzeczy niebezpieczne, gdy do tego wzywa go historia. Ponieważ społeczeństwo nie miało wątpliwości, że za tą zbrodnią kryje się salwadorska junta, doszło do rozruchów antyrządowych, w czasie których zabitych zostało około 30 osób, a co najmniej 400 zostało rannych. W pogrzebie Romero uczestniczyło ponad milion osób z całego świata.

### Sprawcy zamachu
Zabójcami arcybiskupa byli członkowie salwadorskich szwadronów śmierci, z czego dwóch ukończyło Szkołę Ameryk – opłacany z amerykańskich pieniędzy trening militarny, który przeszedł m.in. Manuel Noriega. Tę opinię wyraża także ogłoszony w 1993 roku raport ONZ, identyfikujący stojącego za zamachem człowieka jako majora Roberto D’Aubuissona, który później założył Narodowy Sojusz Republikański „ARENA”, partię polityczną, która doszła do władzy w 1989 roku. Początkowo w Stanach Zjednoczonych doszło do zupełnie zaskakującej reakcji: fałszywie oskarżano o zamach rząd Kuby, choć żadne związki między Kubą a zamachem nie istniały. Ze względu na precyzję zamachu uważa się, że mordercą mógł być opłacony płatny zabójca.
Sąd Najwyższy Salwadoru żądał od Stanów Zjednoczonych ekstradycji zamieszanego w zbrodnię Alvara Rafaela Saravii. Sąd w pewnym momencie odwołał jednak żądanie ekstradycji do Salwadoru, a Komisja Prawdy Organizacji Narodów Zjednoczonych i Komisja do spraw Praw Człowieka potępiły decyzję Salwadoru, uważając ją za polityczną.

### Proces
We wrześniu 2003 roku rozpoczął się proces przeciwko mieszkającemu w Stanach Zjednoczonych Saravii. W USA mieszkał on prawdopodobnie od 1987 roku; trafił tam na 14 miesięcy do aresztu z podejrzeniem nielegalnej imigracji. Saravia oskarżony został o zaplanowanie morderstwa. Według oskarżeń miał on zorganizować broń oraz transport. Po morderstwie Saravia miał poinformować o udanej akcji szefa szwadronu śmierci, Roberto D’Aubuissona. Zarówno Komisja Prawdy ONZ dla Salwadoru oraz Komisja ds. Praw Człowieka przeprowadziły osobne śledztwa, w wyniku których ustalono, że Saravia jest odpowiedzialny za organizację zamachu. Sprawca nie został jednak nigdy pociągnięty do odpowiedzialności prawnej za zbrodnie.
Dnia 3 września 2004 Saravia został formalnie uznany przez amerykański sąd za winnego morderstwa. Miał on zapłacić krewnemu biskupa 10 milionów dolarów. Sędzia oświadczył, że zabójstwo Romero było zbrodnią przeciwko ludzkości, miało bowiem na celu sterroryzowanie cywilów.

## Procesy wyniesienia na ołtarze

### Proces beatyfikacyjny

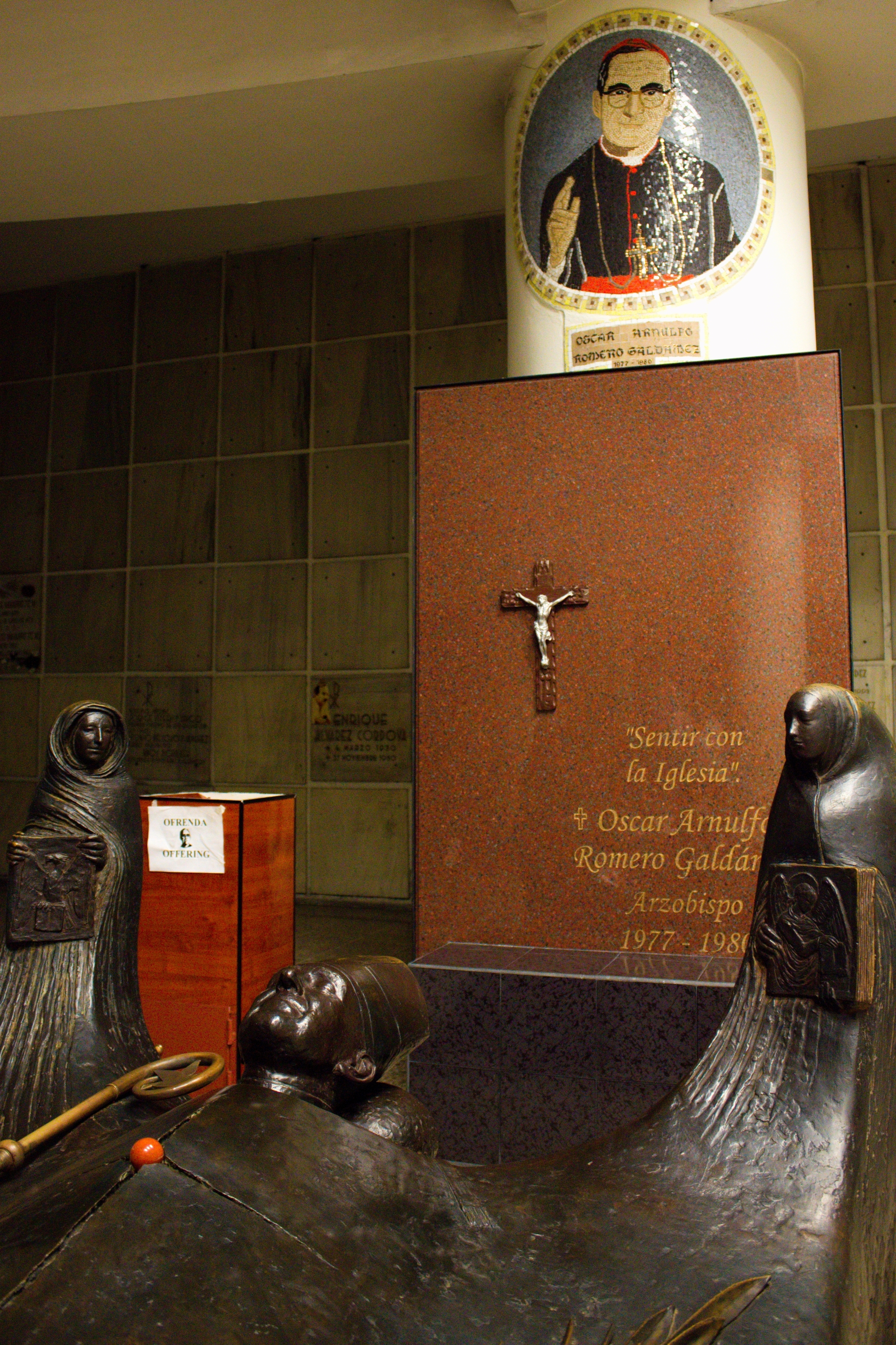
Grób abp. Oscara Romero

W 10. rocznicę zabójstwa jego następca abp Arturo Rivera Damas SDB wystąpił z wnioskiem o rozpoczęcie procesu kanonizacyjnego. Po przeanalizowaniu jego życia, pracy i pism archidiecezja w 1997 roku przekazała dokumentację watykańskiej Kongregacji Spraw Kanonizacyjnych.
W 2013 roku papież Franciszek postanowił wznowić proces beatyfikacyjny arcybiskupa Oscara Romero. Specjalny trybunał zbadał życie i rękopisy arcybiskupa (homilie, pisma i listy osobiste) oraz przesłuchał świadków, którzy znali go w czasie jego posługi w San Salvador. Materiały te zostały następnie zbadane przez Kongregację Spraw Kanonizacyjnych. Kongregacja m.in. stwierdziła, że hierarcha został zamordowany in odium fidei (z nienawiści do wiary). 3 lutego 2015 papież Franciszek zgodził się na promulgowanie dekretu o uznaniu męczeństwa arcybiskupa.
W związku z uznaniem męczeństwa do beatyfikacji nie było potrzebne udokumentowanie cudu za wstawiennictwem beatyfikowanego. Uroczysta beatyfikacja abp. Oscara Romero odbyła się 23 maja 2015 w San Salvadorze, ceremonii w imieniu papieża Franciszka dokonał kard. Angelo Amato SDB.

### Proces kanonizacyjny
W październiku 2016 roku trzy cuda przez wstawiennictwo błogosławionego Oscara Romero zostały zgłoszone Kongregacji Spraw Kanonizacyjnych w Rzymie, co mogło otworzyć drogę do kanonizacji abpa Oskara Romero. Jednak każdy z tych cudów został odrzucony po szczegółowym zbadaniu. 31 stycznia 2017 został przyjęty do rozpatrzenia czwarty cud uzdrowienia kobiety w ciąży Cecilii Maribel Flores w procesie diecezjalnym w San Salvador. Wstępne dochodzenie zakończono w dniu 28 lutego, zanim dokumentacja została przekazana Rzymowi przez nuncjaturę apostolską.
7 kwietnia 2017 Kongregacja Spraw Kanonizacyjnych przyjęła dokumentację dotyczącą uzdrowienia ciężarnej kobiety. 26 października eksperci medyczni kongregacji wydali jednogłośną opinię potwierdzający cudowne uzdrowienie, a 14 grudnia 2017 teologowie również potwierdzili ten cud. 6 lutego 2018 Kongregacja Spraw Kanonizacyjnych zatwierdziła to uzdrowienie jako cud.
6 marca 2018 papież Franciszek podpisał dekret uznający cud za wstawiennictwem błogosławionego Oscara Romero, co otworzyło drogę do jego ogłoszenia świętym Kościoła katolickiego, zaś 19 maja 2018 podczas konsystorza ogłosił datę jego kanonizacji. Istniały przypuszczenia, iż kanonizacja odbędzie się podczas ewentualnej papieskiej wizyty w Salwadorze w dniu 15 sierpnia 2017 roku w rocznicę stulecia jego narodzin lub podczas uroczystości 34. Światowych Dni Młodzieży w Panamie.
Oscar Romero został wpisany w katalog świętych 14 października 2018 w Rzymie podczas trwającego Synodu biskupów na temat młodzieży wraz z sześcioma innymi błogosławionymi m.in. z papieżem Pawłem VI.

## Upamiętnienie
Wpływ arcybiskupa Romero powoli wyszedł poza ramy Kościoła. Na całym świecie powstawały szkoły, wspólnoty, a nawet kościoły, takie jak San Romero de Las Americas w Nowym Jorku, łączące tradycyjne nauczanie religijne z aktywnością społeczną i polityczną na rzecz tych, którzy cierpią z powodu niesprawiedliwości społecznej. Biskup Romero został uznany nie tylko przez latynoamerykańskie środowiska katolickie, lecz także przez zwolenników lewicy.
Postać Oskara Romero została przedstawiona w filmie biograficznym Romero, pojawił się także w filmie Karol papież, który pozostał człowiekiem oraz Salwador, w którym przedstawiono przebieg zamachu na arcybiskupa.

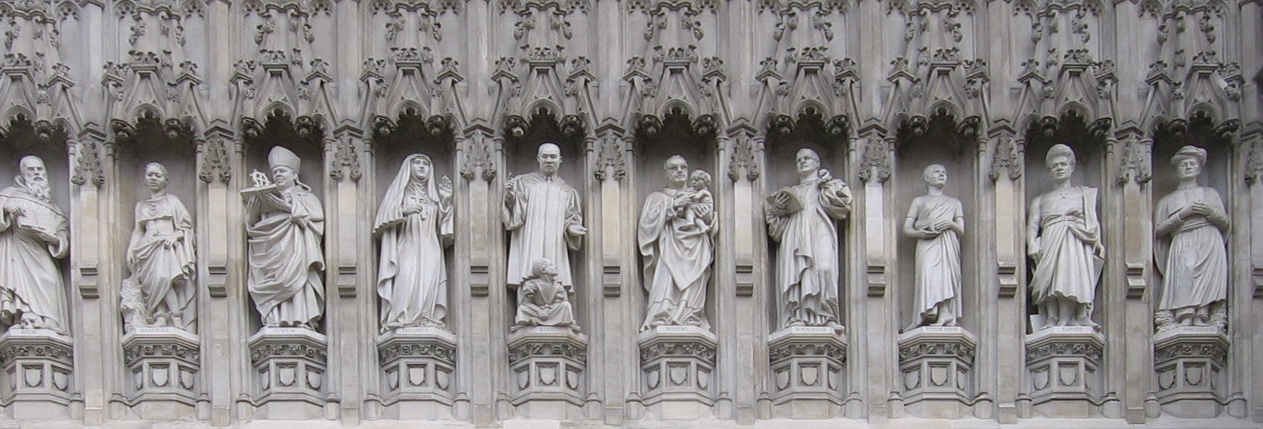
Posągi 10 męczenników XX wieku na drzwiami w Opactwie Westminsterskim. Arcybiskup Oscar Romero jest szósty od lewej

W lipcu 1998 roku nad Zachodnimi Wielkimi Drzwiami w anglikańskim Opactwa Westminsterskiego w Londynie odsłonięto posągi 10 męczenników XX wieku, wśród których znajdował się abp Oscar Romero. Kościół anglikański i Kościół katolicki wyznaczyły w swym kalendarzu liturgicznym datę 24 marca jako dzień, w którym wspomina się abp Oskara Romero.